# ロイヤル・レイモンド・ライフ
ロイヤル・レイモンド・ライフ（Royal Raymond Rife, 1888年5月16日 - 1971年8月11日）は、1933年に当時の顕微鏡の拡大率の水準3000倍を大きく上回り、初期の電子顕微鏡に匹敵する31000倍の倍率を誇る光学顕微鏡「ユニバーサルマイクロスコープ」を発明したと  主張した（述べた） 人物。

## ユニバーサルマイクロスコープ
ユニバーサルマイクロスコープと他の顕微鏡との違いは生きている無色ウイルスを観察できたことである。それらのウイルスが特定の周波数の光を当てることによって共鳴発光することを発見したライフは、偏光とプリズムにより生きている組織と微生物を発見できるシステムを開発した。

## ガンの治療
上記の共鳴発光のシステムからウイルスを破壊できる周波数を発見したライフは、特定の周波数の電磁波によってウイルスを破壊する実験に成功した。ライフは生きたままウイルスを観察できる高倍率顕微鏡とこの周波数発生装置により、あらゆる病原体となる細菌の駆除の可能性を得たのである。特に注目すべき事例として、16人の末期癌患者の治療を行ったライフはそのうち14人の患者の治癒に成功したとされている。

## 研究の圧殺があったとする主張
モリス・フィッシュベイン博士（ライフの周波数装置の独占権を得ようしたがライフに断られたとされる）、安価な医療であったライフのこの研究に利権を侵されると感じたAMAと政府（薬を使わない代替医療に対する製薬業界からの圧力があったとされる）らの圧力により研究室は警察の無令状捜査にあい、全ての装置と研究記録は廃棄された、という主張をライフの支持者はした。これによりライフの研究は社会的に抹殺された、とされている。

## ライフの研究への再注目
圧殺されたライフの研究は80年代、これ興味を持った科学者バリー・ラインズが著書The Cancer Cure That Worked（可能である癌治療）で紹介し再び注目を集めることになる。今日ライフの研究はthe Bioelectromagnetics Societyなどのグループによって再研究されている。しかし現在でもほとんど実証できる材料のないこの研究は否定されることが多い。日本においてもほとんど一般に知られることはないが、近年ネット上を中心にライフの研究を紹介するページが少数ではあるが現れるようになった。